# Chiesa di San Pietro (Mezzolombardo)
La chiesa di San Pietro è una chiesa cimiteriale di Mezzolombardo, nella provincia autonoma di Trento. Risale al XII secolo.

## Storia
L'antica pieve dedicata a San Pietro è la più antica presente a Mezzolombardo ed è stata la parrocchiale sino a quando non venne eretta la chiesa di san Giovanni. In seguito è entrata a far parte della sua parrocchia.

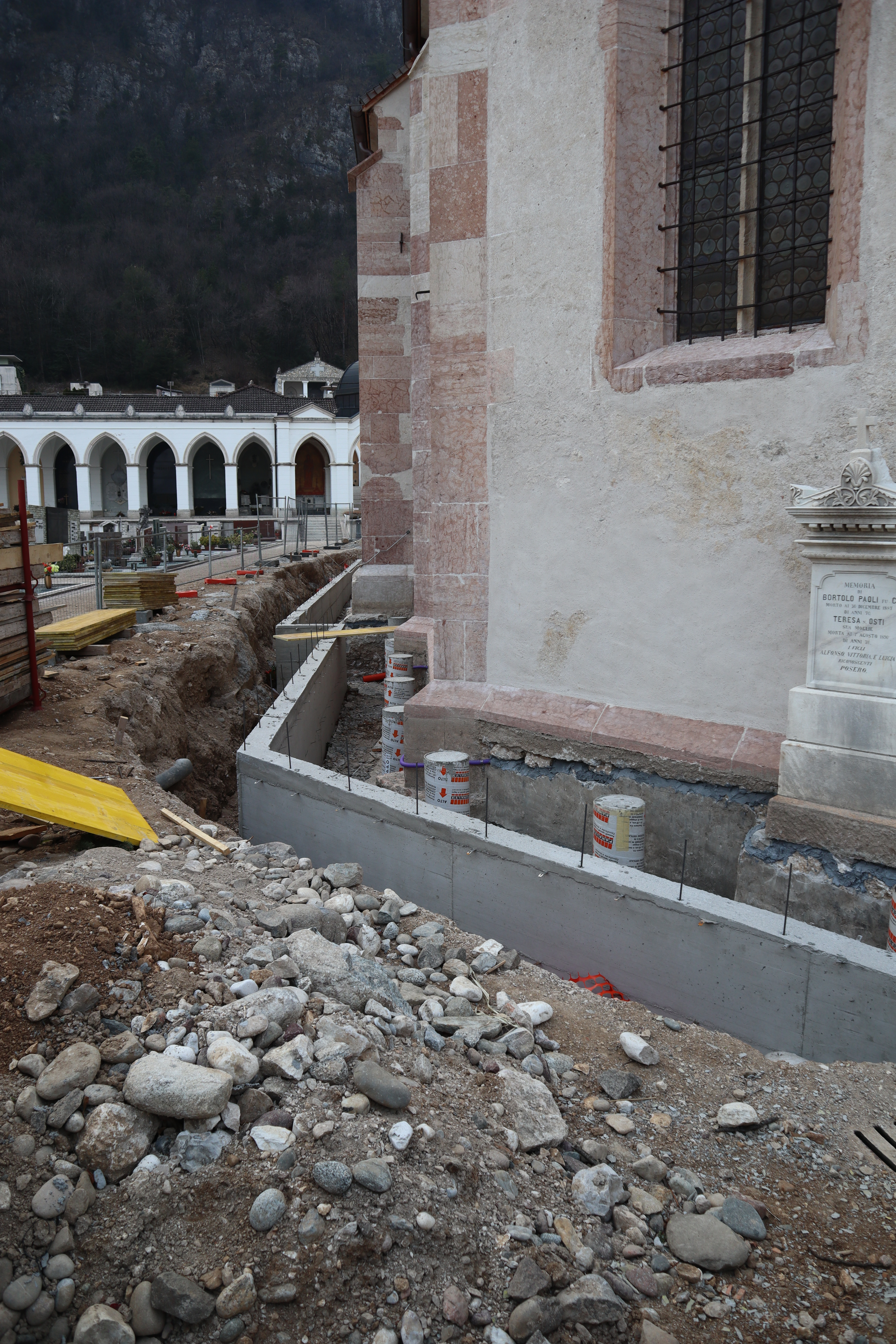
Lavori per l'isolamento dall'umidità della struttura.

Venne eretta nel XII secolo su un'altura dove si sono trovate tracce archeologiche risalenti all'epoca romana.
Nel XVI secolo fu oggetto di ricostruzione, e una data (1534) è incisa su una parte di intonaco nella zona absidale a ricordo probabilmente di tale evento.
La torre campanaria, invece, appartiene quasi certamente alla chiesa primitiva, poiché nella zona vicina all'abside riporta un'altra data, 1425.
A partire dal 2019 l'edificio è stato oggetto di un intervento di restauro conservativo per contrastare la risalita dell'umidità sulle strutture murarie.

## Descrizione
L'interno ha una sola navata. Molto importante è il monumentale altar maggiore in legno del XVII secolo, dipinto di azzurro ed oro. La pala d'altare principale raffigura la Madonna con San Pietro e San Paolo.
Attorno alla chiesa si trova il camposanto, eretto all'inizio del XX secolo.